# Harrachov
Harrachov là một thị trấn thuộc huyện Semily, vùng Liberecký, Cộng hòa Séc.